# Двигатели Renault серии D
Серия D — семейство рядных четырёхцилиндровых бензиновых двигателей внутреннего сгорания производства компании Renault.

## Особенности
Двигатель D-Type имеет полусферическую головку блока цилиндров, включая распределительный вал.

## D7F
Двигатель D7F выпускался с июля 1996 года с объёмом 1,1 литра, мощностью 60 л. с. при 5250 об/мин и крутящим моментом 93 Н⋅м при 2500 об/мин.
- Renault Twingo 1996—2000 годов выпуска.
- 1996—1998 Renault Clio I.
- 1998—2005 Renault Clio II (кампус Clio до 2008).
- Renault Kangoo 1998 года выпуска[2].

## D7D
Объём 1,0 л (999 см3)
- 1997—2007 Renault Clio
- Renault Kangoo 1998 года выпуска
- 2000—2001 Renault Twingo

## D4F
Двигатель D4F выпускается с декабря 2000 года с тем же объёмом, что и D7F и D7D, но с 16-клапанным механизмом SOHC. Мощность — 75 л. с. при 5500 об/мин, а крутящий момент — 105 Н⋅м при 3500 об/мин.
- 2000—2014 Renault Twingo
- 2001 — настоящее время Renault Clio
- 2006 — настоящее время Renault Symbol
- 2004—2012 Renault Modus/Grand Modus
- 2005—2011 Proton Savvy
- 2009—2016 Dacia Logan
- 2009—2016 Dacia Sandero

## D4D
Объём 1,0 л (999 см3)
- 1997—2001 Renault Clio
- Renault Kangoo 1998 года выпуска
- 2000—2001 Renault Twingo
- 2001—2005 Peugeot 206 (в Бразилии)
- 2000—2016 Renault Clio, Renault Sandero и Renault Logan (в Бразилии)
- 2011—2015 Nissan March (в Бразилии)

## D4FT
Двигатель D4FT выпускается с 2007 года с турбонаддувом. Мощность — 101 л. с. при 5500 об/мин, а крутящий момент — 145 Н⋅м при 3000 об/мин. Выбросы углекислого газа 137—140 г/км.
- 2007—2014 Renault Twingo
- 2007 — настоящее время Renault Clio
- 2007—2012 Renault Modus
- 2010—2013 Renault Wind